# Sergueï Zimov
Sergueï Afanassievitch Zimov (en russe : Сергей Афанасьевич Зимов) est un scientifique russe, géophysicien spécialisé en géochimie et écologie arctique et subarctique. Il dirige la « station scientifique du Nord-Est », un institut de recherche de l'Académie des sciences de Russie, chercheur principal de l'Institut de Géographie du Pacifique (ru), un institut de la Division Extrême-Orient de l'Académie des sciences de Russie (FED RAS), et est l'un des fondateurs du parc du Pléistocène (une réserve de 160 km2 associée à la station scientifique du Nord-Est, destinée à la préservation et à la recherche sur la faune subarctique de la toundra).

## Biographie
Sergueï Zimov, fils d'un officier de marine russe, nait le 18 juillet 1955. Il devient dans les années 1970 l'un des experts russes des milieux de toundra.
Il a étudié et obtenu son diplôme de géophysique à l'université d'État d'Extrême-Orient, située à Vladivostok en Russie.
En 1977, Zimov a fondé la « station scientifique du Nord-Est » près de Tcherski, initialement dans une cabane en bois. Il réside alors la plupart du temps à Tcherski, en République de Sakha en Russie.
En 1988, 12 ans plus tard, il lance dans cette région le projet de parc du Pléistocène.
En 1991, Sergueï Zimov a reçu le prix Wolf Vishniac lors du dixième Symposium international sur la biogéochimie environnementale (ISEB).
Au début des années 2000, son fils Nikita fait ses études à Novossibirsk dans un des lycées scientifiques réputés les meilleurs de Russie, puis à l'université d'État où il obtient des diplômes de premier cycle et de maîtrise en mathématiques et en modélisation informatique. À l'âge de 60 ans, son père prend une retraite semi-officielle et confie à Nikita la gestion de la station scientifique, qui n'a toujours pas d'équivalent dans l'Arctique russe selon l'écologue Robert Max Holmes, spécialiste du climat et des milieux arctiques aquatiques, Massachusetts) et qui travaille avec des pays occidentaux, difficilement parfois en raison de tensions entre la Russie et l'Occident.

## Travail scientifique
Il est surtout connu pour deux de ses axes de travail : 
1. Promotion de la théorie selon laquelle une chasse excessive de l'homme aux grands herbivores pendant le Pléistocène a entraîné la disparition de l'écosystème de prairies et de steppes de Sibérie, au profit d'une taïga bien plus pauvre en biodiversité ; Zimov a remis en question la théorie dominante voulant que les mammouths et la mégafaune du Pléistocène aient disparu à cause du réchauffement des écosystèmes nordiques qui aurait transformé prairies steppiques en toundra, affamant ces animaux. Selon lui, on a inversé la cause et l'effet ; c'est au contraire l'extinction de la mégafaune qui a causé le réchauffement du pergélisol et donc des anciennes steppes de l'hémisphère nord[1] ;
2. Alerte et sensibilisation quant aux rôles majeurs que jouent le pergélisol et les lacs thermokarst dans le cycle global du carbone et en particulier du méthane (le rôle du méthane n'a été abordé par le GIEC de manière poussée que dans son sixième rapport d'évaluation, publié en trois étapes d'août 2021 à septembre 2022). Avec ses collègues, Zimov a été parmi les premiers à alerter sur la bombe climatique que représente les plus de 1 000 milliards de tonnes de carbone (ses calculs ont conduit à doubler les estimations précédentes et il les a portés à 1 600 milliards de tonnes depuis) stockés dans le pergélisol circumpolaire. « C'est le territoire le plus dangereux au monde en termes de changement climatique » a déclaré Zimov[1].

Selon un de ses collègues, Sergueï Zimov est le scientifique russe le plus cité dans les sciences de la terre.

### Station scientifique du Nord-Est

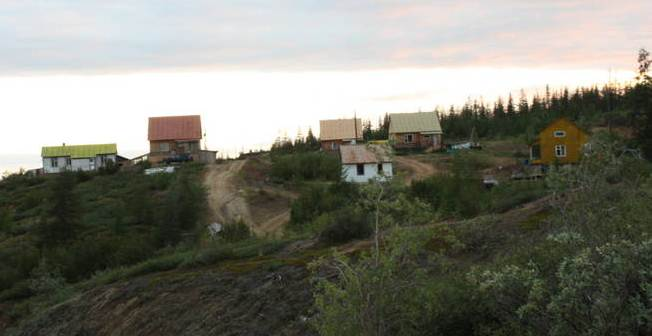
Vue d'ensemble de la station scientifique du nord-est, Tcherski, Russie.

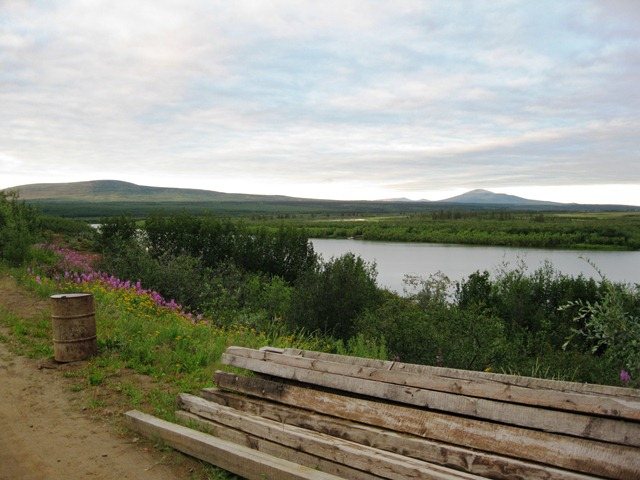
Vue depuis la station scientifique du nord-est.

Coordonnées : 69 degrés 30 minutes de latitude Nord, 161 degrés 30 minutes de longitude Est
Sergueï Zimov est cofondateur (en 1977) et directeur de la Northeast Science Station, une des trois plus grandes stations arctiques du monde. Située près de Tcherski, en Russie, à l'embouchure de la rivière Kolyma, à 150 kilomètres au sud de l'océan Arctique, elle sert de base toute l'année pour la recherche internationale sur l'Arctique. Il se concentre sur le cycle du carbone, le cycle du méthane, le paléoclimat et les évolutions écosystémiques.
Dans les années 1970, Sergueï Zimov choisit de s'installer presque à temps plein, in situ, dans cette région très froide et isolée pour l'étudier au mieux, tout en faisant des passages brefs à l'Université Stanford.
Au début des années 1990, l'effondrement du bloc soviétique (1991) prive brutalement de crédits le monde scientifique russe (et donc la station, qui appartenait à l'Etat russe). Dans le même temps, un exode rural vide presque les villages proches et les scientifiques fuient la ville portuaire de Tcherski… mais « Sergueï a dit que nous devions rester », rapporte Eugene Potapov (ornithologue du Bryn Athyn College en Pennsylvanie, depuis longtemps invité et associé au NESS). Alors qu'en un an la ville s'est presque dépeuplée et que l'Etat demandait aux scientifiques du NESS de rentrer à Vladivostok, Zimov décide de vendre son appartement de Vladivostok. Avec cette somme, il rachète la station à l'état, pour en faire, avec son fils Nikita et un petit groupe de chercheurs, la seule station scientifique privée au monde étudiant ce type de milieux. Selon son fils Nikita (qui a pris sa succession), ils ont pu alors en quelque sorte profiter de l'effondrement soviétique en acquérant à bon prix des hors-bord et des camions, de la nourriture et du carburant dans des conteneurs d'expédition. C'est ainsi qu'adolescent Nikita a passé un été à nettoyer une barge métallique de 33 mètres pour en faire une station de recherche flottante.
La station compte aujourd'hui trois laboratoires, un réseau de sites de terrain, des outils pour l'analyse et la communication des données, des moyens de transport et d'hébergement pour les chercheurs invités, et six personnes présentes toute l'année. Une barge flottant sur le fleuve Kolyma sert aussi de dortoir et de laboratoire itinérant. 
Elle loue ses services à de nombreuses équipes scientifiques venant du monde entier ; ce sont les revenus de la station qui financent à ce jour le parc du Pléistocène (décrit plus bas).

### Pergélisol et méthane

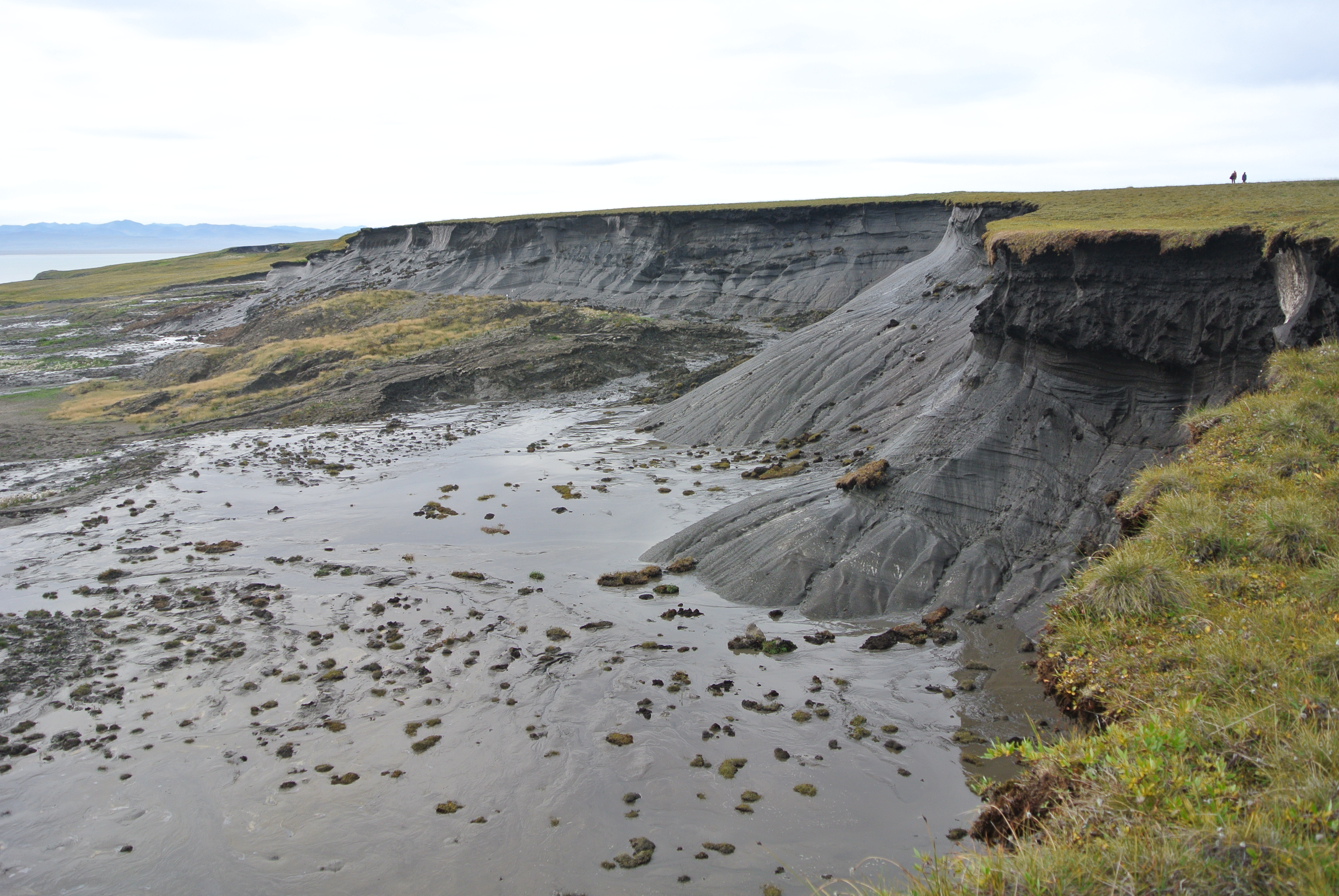
En fondant, le permafrost libère du gaz carbonique, du méthane, mais aussi du mercure dans l'atmosphère.

En collaboration avec le professeur Terry Chapin et le professeur Katey Walter-Anthony, Sergueï Zimov a publié une collection d'articles scientifiques exposant l'importance du pergélisol et des émissions de dioxyde de carbone et de méthane des hautes latitudes dans le cycle mondial du carbone. Ces articles ont notamment identifié l'ébullition du méthane thermokarstique comme une source importante de méthane atmosphérique, un puissant gaz à effet de serre.
Ce pergélisol sibérien, dit « yedoma » est dans le nord-est de la Sibérie épais en moyenne de 25 mètres, et il a accumulé de la matière organique durant des centaines de milliers d'années ; si l'on tient compte de son épaisseur, c'est un substrat de subsurface parmi les plus riches en carbone de la planète.
Le pergélisol est un gigantesque réservoir mondial de carbone, resté gelé pendant une grande partie de l'Holocène. En raison des récents changements climatiques, il commence à dégeler, libérant du carbone stocké et formant des lacs thermokarstiques. Lorsque le pergélisol dégelé pénètre dans les lacs thermokarstiques, son carbone est converti en dioxyde de carbone et en méthane et rejeté dans l'atmosphère ,,. Le méthane est un puissant gaz à effet de serre et les émissions de méthane des lacs thermokarstiques ont le potentiel d'initier un cycle de rétroaction positive dans lequel l'augmentation des concentrations de méthane atmosphérique entraîne une amplification du changement climatique mondial, qui à son tour conduit à plus de dégel du pergélisol et plus d'émissions de méthane et de dioxyde de carbone.
Depuis plus de 20 ans, Zimov et sa station scientifique observent in situ et en direct, les effets du réchauffement global de l'Arctique sur le pergélisol. Pour mieux les voir et les comprendre, Zimov a décapé au bulldozer 3 hectares de mousses, de lichens et de sol superficiel qui cachaient et le yedoma à la vue et le protégeaient un peu de la chaleur du soleil estival. Il a alors observé qu'en été, les blocs de glace de ce pergélisol fondaient rapidement produisant un sol se déformant en dégelant. Les bactéries et autres microbes du sol se réveillent alors et se remettent en activité, consommant la matière organique et libérant de grandes quantités de dioxyde de carbone et de méthane. Plus de 10 ans après, « ce site regorge de bassins de fonte de 3 mètres de fond et d'étranges piliers de terre grise "C'est l'avenir auquel nous sommes confrontés si nous ne pouvons pas stabiliser le pergélisol", a déclaré Zimov ».

### Parc du Pléistocène

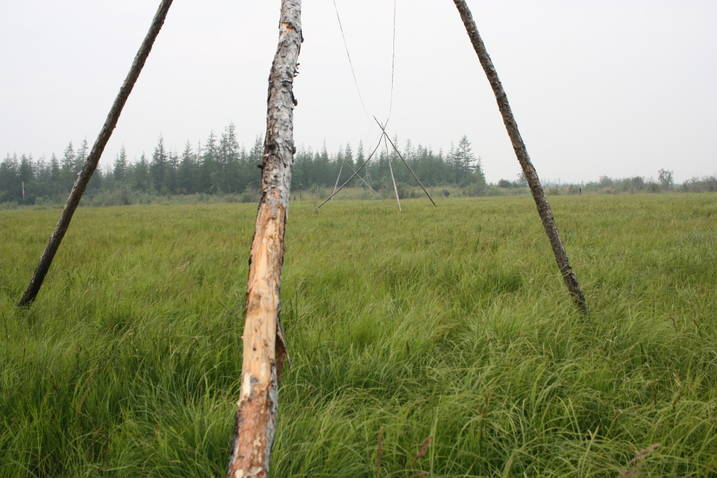
Exemple de prairie restaurée dans le parc du Pléistocène.

Zimov a lancé le projet de parc du Pléistocène en 1988 dans le nord-est de la Sibérie, près de la station scientifique du Nord-Est de Tcherski (en République de Sakha, en Russie).

Ce Parc vise notamment à tester deux hypothèses : 
1. la théorie voulant qu'en remplaçant l'écosystème forestier (Taïga) par un écosystème ouvert (toundra), la région redeviendra un meilleur puits de carbone et/ou a minima diminuera fortement ses émissions de gaz à effet de serre. Si ce principe fonctionne, il pourrait être l'une des solutions pour contrôler la « bombe climatique » que constitue le pergélisol s'il vient à fondre massivement, ce qu'il a commencé à faire avec un risque d'emballement (et d'atteinte de seuils critiques dits points de basculement), que redoutent les scientifiques. En 2007, une tour à flux de 35 mètres de haut a été érigée pour mesurer en permanence les niveaux de méthane, de dioxyde de carbone, de vapeur d'eau et d'énergie (température) dans l'atmosphère du parc. Ces données sont intégrées, entre autres, aux données de surveillance terrestre mondiale du Global Monitoring Laboratory américain (rattaché à la National Oceanic and Atmospheric Administration ou NOAA)[18].
2. l'hypothèse que les grands herbivores ont maintenu la steppe de la toundra pendant le Pléistocène et que la chasse excessive par les humains a entraîné la disparition des animaux et de l'écosystème de cette période[3].

### Constats
Zimov et les paléontologues constatent que l'écosystème prairie-steppe, qui dominait la Sibérie au Pléistocène, a disparu récemment (il y a 10 000 ans environ) pour être remplacé par une toundra moussue et boisée bien plus pauvre en biodiversité ; alors que de nombreux grands herbivores qui parcouraient toute la Sibérie au Pléistocène, notamment les mammouths, les rhinocéros laineux, les bisons, les chevaux, les bœufs musqués, les élans, les saïgas et les yaks, ils ont disparu de la région, de même que les prédateurs qui en contrôlaient les niveaux de populations (ours, loups, lynx et autrefois lion des caverne, ours des cavernes, hyène, tigre de Sibérie…). Aujourd'hui, le renne et l'orignal demeurent les seuls grands herbivores survivants à errer en Sibérie.
Zimov et ses collègues pensent que les humains, grâce à leur technologie en constante amélioration, ont chassé les grands herbivores et ont conduit à leur extinction et à leur disparition, ce qui a bouleversé l'écologie des paysages d'immenses territoires. Comme les herbivores ne broutaient et ne piétinaient plus la terre, les mousses, les arbustes et les arbres ont pu prendre le relais et remplacer l'écosystème des tourbières, prairies et de la toundra.

### Actions de restauration écopaysagère
Au parc du Pléistocène, depuis les années 2000, Zimov commence par divers moyens de renaturation ciblée, à recréer des prairies évoquant celles du Pléistocène, afin de démontrer que ces dernières auraient persisté dans l'Holocène si les chasseurs-cueilleurs préhistoriques de cette région n'avaient pas surexploité leurs ressources cynégétiques, et en particulier les troupeaux d'herbivores du Pléistocène qui stabilisaient l'écosystème en le parcourant et en l'entretenant.
Il a démontré que de vastes prairies naturelles se reforment dans le paysage dès 1 à 2 ans après l'élimination anthropique des arbres ou de la couche de mousses. 

Selon Zimov, réintroduire de grands herbivores en Sibérie amorcerait une boucle de rétroaction positive favorisant le rétablissement des écosystèmes des prairies: « Les animaux, leurs sabots, dérangent la mousse et laissent pousser les herbes à la place. Le sol se dessèche, les animaux déposent leur engrais, l'herbe pousse davantage et plus d'animaux peuvent paître.» 
Dans un vaste territoire clôturé [160 km2 (61,77634544 mi2)], les efforts visent donc à restaurer une mégafaune ayant des fonctions écosystémiques proches de celles du Pléistocène, jusqu'à ce qu'elle atteigne des densités suffisantes pour transformer, à échelle paysagère, la végétation et le sol en un écosystème de prairie steppique. 
Le Parc abrite moins de 100 grands mammifères représentant six espèces herbivores majeures (cheval, orignal, renne, bœuf musqué, élan et bison d'Europe). L'objectif de Zimov pour le parc du Pléistocène est de porter leur nombre à 20 par kilomètre carré, avant de réintroduire les prédateurs, y compris les loups, les ours et les tigres de Sibérie pour maintenir ces populations en bonne santé et en contrôler naturellement les dynamiques de populations, en restaurant une relation prédateurs-proies.

### Création d'un parc pédagogique près de Moscou (Wild Field)
En 2012, Sergey Zimov et son fils Nikita créent « Wild Field » (russe : Дикое поле ou Dikoe pole), une réserve naturelle, faunistique et paysagère d'environ 300 hectares. Cette fois très ouverte au public, puisque située à environ 250 kilomètres au sud de Moscou, et à la fois accessible par une route fédérale et une gare ferroviaire. Elle est exclusivement consacrée au paysage steppique et à sa faune herbivore. Elle fait écho au parc du Pléistocène qui est quant à lui inaccessible à la plupart des russes (aucune route ni train n'y mènent, et les visiteurs pour des raisons de sécurité y sont interdits en hiver). À la différence du parc du Pléistocène, son premier objectif n'est pas la recherche scientifique, mais la sensibilisation à l'environnement pour le public qui peut y découvrir à quoi ressemblait un écosystème steppique avant l'avènement de l'Homme en Europe, hormis qu'elle ne contient pas d'animaux tels que le mammouth laineux ou le rhinocéros laineux, éteints).

### Reconnaissance
Le concept de Zimov du parc du Pléistocène et du repeuplement de la steppe avec des mammouths est répertorié comme l'une des « 100 solutions les plus importantes au réchauffement climatique » par le Projet Drawdown (en). La liste, qui ne comprend que les solutions existantes viables sur le plan technologique, a été compilée par une équipe de plus de 200 universitaires, scientifiques, décideurs politiques, chefs d'entreprise et militants, ; chacune des solutions mises en évidence a demandé la modélisation et la mesure de l'impact carbone jusqu'en 2050, le coût total et net pour la société ainsi que les économies totales sur la durée de vie,.
D'autres projets dans le monde s'intéressent au retour de la grande faune comme moyen de stabiliser le climat et l'effondrement de la biodiversité. Denis Sneguiref (réalisateur préparant un reportage long métrage sur le sujet) note que cette solution low tech est typiquement une « solutions basées sur la nature » (l'UICN recommande depuis plusieurs années de développer ce type de solutions). Les hypothèses de Zimov n'ont selon Sneguiref pas (ou très peu) de détracteurs scientifiques, mais l'idée de créer un réseau mondial de parcs permettant le retour de millions d'herbivores sur des millions d'hectares est jugée irréaliste par certains.

## Sélection de publications
- (en) Walter, Edwards, Grosse et Zimov, « Thermokarst Lakes as a Source of Atmospheric CH4 During the Last Deglaciation », Science, vol. 318, no 5850,‎ 26 octobre 2007, p. 633–636 (ISSN 0036-8075, PMID 17962561, DOI 10.1126/science.1142924, lire en ligne)

Cet article estime que 33 à 87 % des augmentations du méthane atmosphérique aux hautes latitudes proviennent des lacs thermokarstiques. Il y est suggéré que les sédiments qui ont été gelés depuis le Pléistocène, appelés yedoma, auront un fort potentiel de libération de méthane à mesure qu'ils fondent en raison du changement climatique.
- (en) Walter, Zimov, Chanton et Verbyla, « Methane bubbling from Siberian thaw lakes as a positive feedback to climate warming », Nature, vol. 443, no 7107,‎ 7 septembre 2006, p. 71–75 (ISSN 0028-0836, PMID 16957728, DOI 10.1038/nature05040)

Cet article quantifie les émissions de méthane des lacs thermokarstiques du nord de la Sibérie. Il met en évidence que la majeure partie du méthane provient du dégel du pergélisol des bords du lac.
- (en) Zimov, « Pleistocene Park: Return of the Mammoth's Ecosystem », Science, vol. 308, no 5723,‎ 6 mai 2005, p. 796–798 (ISSN 0036-8075, PMID 15879196, DOI 10.1126/science.1113442) PDF

Cet essai décrit le concept qui a conduit à la création du parc du Pléistocène, le site de recherche de Sergueï Zimov où il cherche à démontrer que c'est la chasse excessive de la mégafaune du Pléistocène par les hommes qui a conduit à la disparition de l'écosystème prairies-steppe du Pléistocène.
- (en) Zimov, Davidov, Zimova et Davidova, « Contribution of Disturbance to Increasing Seasonal Amplitude of Atmospheric CO2 », Science, vol. 284, no 5422,‎ 18 juin 1999, p. 1973–1976 (ISSN 0036-8075, PMID 10373112, DOI 10.1126/science.284.5422.1973, lire en ligne)

Cet article suggère que les perturbations écologiques croissantes des hautes latitudes telles que les incendies et le pâturage contribuent à l'augmentation à long terme du dioxyde de carbone atmosphérique.
- (en) Zimov, Schuur et Chapin, « Permafrost and the Global Carbon Budget », Science, vol. 312, no 5780,‎ 16 juin 2006, p. 1612–1613 (ISSN 0036-8075, PMID 16778046, DOI 10.1126/science.1128908, lire en ligne)

Cet article soutient que le pergélisol représente un important puits de carbone mondial. Comme le changement climatique provoque le dégel du pergélisol, le carbone stocké sera libéré et amplifiera le changement climatique mondial.
- (en) Zimov, Voropaev, Semiletov et Davidov, « North Siberian Lakes: A Methane Source Fueled by Pleistocene Carbon », Science, vol. 277, no 5327,‎ 8 août 1997, p. 800–802 (ISSN 0036-8075, DOI 10.1126/science.277.5327.800, lire en ligne)

Cet autre article sur les sols du Pléistocène, appelés Yedoma, les identifie comme étant une source majeure de carbone pour les émissions de méthane des lacs thermokarst en Sibérie du Nord.

### Vidéographie
- [vidéo] Clément Monfort - Web-séries documentaires, « Permafrost : la bombe climatique et l'hypothèse Zimov - S02 E09 - Next », sur YouTube, 19 juillet 2020.
- « L'hypothèse de Zimov » long-métrage documentaire (90 et 52 min) ; coproduction internationale associant Arturo Mio, 13 Productions, ARTE France (France), Take Five, RTBF (Belgique) et Ethnofund (Russie). Film écrit et réalisé par Denis Sneguirev, en Russe et Anglais ; en post-production pour une diffusion prévue en novembre 2021 (Site du film)

#### Sur les projets et la station
- Site web officiel du parc du Pléistocène et de la station scientifique du Nord-Est
- Northeast Science Station, site web de la station: http://terrychapin.org/station.html
- IASOA: l'observatoire de Tcherski
  - IASOA: Station scientifique du Nord-Est
  - IASOA: Parc du Pléistocène